# Herald of Free Enterprise
MS Herald of Free Enterprise byl britský trajekt, provozovaný společností Townsend Thoresen, při jehož havárii dne 6. března 1987 zahynulo 193 osob.
Trajekt pro 1300 cestujících o výtlaku 8000 t postavila v roce 1980 německá firma Schichau-Unterweser AG. Plavidlo bylo 131,91 m dlouhé, 23,19 m široké a ponor činil 5,72 m. Dokázalo vyvinout rychlost 22 uzlů (40 km/h).

## Průběh havárie
Loď vyplula v 18:05 (UTC) z belgického přístavu Zeebrugge na cestu do Doveru. Na palubě bylo 80 členů posádky a 459 cestujících. Dále loď vezla 81 automobilů, 3 autobusy a 47 kamiónů.
Ve spěchu posádka nezabezpečila řádně náklad a loď nenabrala předepsané množství vodní přítěže. Navíc námořník zodpovědný za zavírání vjezdových vrat usnul ve své kajutě, aniž na jejich zavření dohlédl.
Po manévrech začala loď nabírat rychlost a v 18:26 opustila přístav. Po 90 sekundách, pouhých 90 m od pobřeží při rychlosti 33 km/h, vnikla nezavřenými vraty dovnitř voda. Porušila se stabilita lodi. Nezajištěný náklad se sesul na stranu a loď se převrátila na bok. Jen díky tomu, že v místě převrácení bylo pod vodou písečné návrší, nedošlo k jejímu úplnému potopení. Podle svědků se vše událo během několika okamžiků.
Jen díky tomu, že se katastrofa stala blízko u pobřeží, se podařilo většinu cestujících zachránit.